# Aphaenogaster famelica
Aphaenogaster famelica é uma espécie de inseto do gênero Aphaenogaster, pertencente à família Formicidae.

## Taxonomia
A. famelica foi descrita em 1874 pelo entomologista britânico Frederick Smith. Além da subespécie nominotípica (A. f. famelica), o GBIF lista 3 outras subespécies como aceitas:
- A. famelica angulata Viehmeyer, 1922
- A. famelica erabu Nishizono & Yamane, 1990
- A. famelica frontosa Wheeler, 1928